# Filtu
Pour le district, voir Filtu (woreda).
Filtu est une petite ville du Sud de l'Éthiopie et le centre administratif de la zone Liben de la région Somali.
Filtu se situe vers 1 200 m d'altitude sur la route entre Negele Boran et Dolo,.
Recensée en 2007 en tant que chef-lieu du woreda Filtu, elle compte 4 972 habitants  à l'époque et n'est que la troisième agglomération de la zone après Dolo et Bokol May.